# 长崎短期大学
长崎短期大学（日语：／ Nagasaki Tankidaigaku *），简称長短（ちょうたん），是一所位于日本长崎县佐世保市的私立短期大学。

## 概要

### 简介
- 源流成立于1945年[2]。短期大学为于1966年开办[2]、由学校法人九州文化学园经营。为男女同校[3]从2002年[2]。

### 历史
- 1966年 九州文化学园短期大学成立并同时设置一个学科即食物科[2]。
- 1972年 幼儿教育学科成立[2]。
- 1985年 改校名为长崎短期大学。校园迁址从矢岳町至椎木町[2]。
- 1989年 英语科和专科福利专攻（2010年3月31日停办）成立[2]。
- 1995年 专科英语专攻成立（1999年停办）[2]。
- 1996年 专科食物营养专攻成立（2004年停办）[2]。
- 2000年 幼儿教育学科变更为保育学科[2]。
- 2002年 开始招収男学生[2]。
- 2008年 专科保育专攻成立[2]。
- 2010年 保育学科分离为两个专攻即保育专攻、护理福利专攻专攻[2]。
- 2013年 英语科改编为国际传播学科[注 1][2]。

### 宪章
- 请参看长崎短期大学的标志 （页面存档备份，存于） （日語） 2014年2月2日阅览。

### 校歌
- 请参看长崎短期大学的校歌 （日語） 2014年2月2日阅览。

## 学校环境
- 校区：在长崎县佐世保市

## 历任校长
- 安部芳雄：第一代短期大学校长[4]。
- 安部惠美子：现在短期大学校长[5]

## 组织

### 学科
- 食物科
- 保育科
  - 保育专攻
  - 护理福利专攻
- 国际传播学科[注 1]

### 专科
| - 保育专攻 |

### 前专科
| - 福利专攻 - 英语专攻 - 食物营养专攻 |

### 业余课程
| - 没有 |

## 相关链接
- 日本短期大学列表